# 誰殺了比利比莉
《誰殺了比利比莉》（英語：Who Killed Billy Billie）是一部於2024年上映的臺灣電影，由林煜為執導與編劇，蘇俊夫製片，主演包括林子璿、林鼎軒、林若婕與謝晏婷主演。該片為林煜為的長片處女作，劇情講述17歲的比利（Billy）回到生母的重組家庭，在東西方文化與教育的衝突中掙扎，卻意外捲入一連串無法預測的事件。
2020年，旅居美國的林煜為因新冠疫情返台，創作出《誰殺了比利比莉》的劇本，並以家庭錄像的方式構思為藝術長片。該片由美方提供資金，翁家明監製，種子影業出品，春暉影業發行。林煜為攜手全家人參與演出與幕後製作，創下影史「全家人真實飾演一家人」的紀錄。影片於2021年6月COVID-19封城期間開機，歷時3個月拍攝完成。
《誰殺了比利比莉》入選台灣文策院年度Highlight Films，進入2023年法國坎城市場展，並以「展覽電影」形式結合「跨領域藝術」與「生命教育」，與楊德昌《一一重構》、蔡明亮《日子》並列。林煜為的處女作成功進入美術館、電影院及國際電影節，獲得廣泛關注。

## 製作
影片製作期間，導演邀請了義大利作曲家 Luca Bonaccorsi 擔任電影配樂，他曾與音樂人林強合作專輯《時間浸漬 Bioerosion》，並以其獨特的音樂風格融合電影的敘事情感，為影片增添了層次感。

## 上映與反響
本片可謂獨立製作的極致展現——全劇組僅由導演林煜為及其家人組成，採用家庭手工藝式的方式自編、自導、自演。影片在疫情期間受限於環境與資源，以有機延伸的方式完成拍攝與製作。
知名影評人、前國家影視聽中心董事長及中影製片部經理藍祖蔚在其影評專欄《藍色電影夢》中指出，本片畫面時而跳躍、時而唯心，整體敘事清晰，核心聚焦於「酷兒受難記」，透過林家成員的重現與詮釋，深入探討酷兒議題，並觸動酷兒群體與家人的情感共鳴。影評人克拉大則認為，導演擅長運用配樂，巧妙營造主角內心的掙扎與矛盾。
此外，曾憑《愛情棋局》獲越南影評人協會最受歡迎電視女主角，並入圍第 47 屆金鐘獎迷你劇集（電視電影《野蓮香》）最佳女主角的海倫清桃，以及武術指導蔡家元（代表作《踹你死功夫》）皆對本片及男主角林子璿的演技給予高度評價。
影片上映後，男主角林子璿更化身「反霸凌天使」，率領眾演員於西門町 6 號出口舉辦三場街頭快閃義演「反霸凌快閃行動劇」。演出場面逼真，甚至一度引發警方關注維安，經了解後，警方對公益性質表示支持，並祝福電影票房成功。